# 圣布拉斯
圣布拉斯（葡萄牙語：São Brás）是巴西阿拉戈斯州的一个市镇。总面积139.88平方公里，总人口6719人，人口密度48.0人/平方公里。